# 萨莉·斯特拉瑟斯
萨莉·斯特拉瑟斯（英語：Sally Struthers，1947年7月28日—），女，美国演员。曾获得黄金时段艾美奖喜剧类电视系列剧最佳女配角。